# Selskabsloven
Selskabsloven er en dansk lov, der regulerer aktie- og anpartsselskabers stiftelse og struktur. Ligeledes indeholder loven regler for partnerselskaber.
| Jura | Spire Denne juraartikel er en spire som bør udbygges. Du er velkommen til at hjælpe Wikipedia ved at udvide den. |